# Klaus Meul
Klaus Meul (* 16. August 1957) ist ein ehemaliger deutscher Fußballspieler. Der Amateurspieler von Bayer 04 Leverkusen hat zwei Spiele in der Fußball-Bundesliga absolviert.

## Karriere
Meul spielte bei den Amateuren von Bayer 04 Leverkusen und gewann 1980/81 die Meisterschaft in der Verbandsliga Mittelrhein und trat damit 1981/82 in der Oberliga Nordrhein an, wo er mit dem Aufsteiger den 5. Rang erreichte. In der Saison 1980/81 und in der  Saison 1981/82 wurde er daneben jeweils für ein Spiel in der Bundesliga eingesetzt. Seinen ersten Einsatz im deutschen Profifußball hatte er unter Trainer Willibert Kremer am 21. Februar 1981 beim Duell der Werksclubs, bei der 3:0-Niederlage bei Bayer 05 Uerdingen. Vor Torhüter Fred-Werner Bockholt bildete er mit Jürgen Gelsdorf, Thomas Hörster, Peter Klimke und Klaus Bruckmann die Abwehr. Am Rundenende belegte Leverkusen den 11. Rang. In der Folgesaison, 1981/82, gehörte er am 1. Spieltag, den 8. August 1981, gegen den FC Bayern München dem Team von Trainer Kremer an. Auch sein zweites und letztes Bundesligaspiel verlor er (6:2). Torhüter Uwe Greiner und die Abwehrkollegen Walter Posner, Bruckmann, Gelsdorf, Hörster und Markus Elmer konnten die Bayern-Angreifer Paul Breitner, Karl-Heinz Rummenigge und Dieter Hoeneß nicht im Zaum halten. Am Rundenende belegte Leverkusen den 16. Rang und sicherte sich erst in der Relegation gegen Kickers Offenbach den Klassenerhalt.